# Fessler Ignác Aurél
Fessler Ignác Aurél (Zarándfalva, 1756. május 18. – Szentpétervár, 1839. december 15.) evangélikus püspök, a Magyar Tudományos Akadémia külföldi levelező tagja. Magyarországgal foglalkozó jelentős történelmi műve a Die Geschichte der Ungern und ihrer Landsassen.

## Élete
Apja, Fessler János György az osztrák hadseregben őrmesterként szolgált és harcolt a törökök ellen (1737–1739). Nyugalomba vonulása után Zarándfalván egy urasági vendéglőt bérelt. Fia, aki a keresztségben a jezsuita rend alapítójáról az Ignác nevet nyerte, később vette föl az Aurél nevet Szent Ágoston (Aurelius Augustinus) tiszteletére.
A szülői háznál vallásos nevelésben részesült. Apja 1764-ben a győri püspök szolgálatába állt, fia itt kezdett latinul tanulni. 1768-ban Pozsonyba ment nagybátyjához, Fessler Andráshoz, hogy a mérnöki pályán képezze ki magát, azonban mikor nagybátyja Horvátországban ment mérnöknek, Fessler visszatért szüleihez. Tizenkét éves korában latin imádságos könyvet szerkesztett és kateketikai gyakorlatra adta magát. 1770-ben a pozsonyi gimnáziumba járt, 1771-ben visszatért Győrbe és Mancini Antal jezsuita tanár vezetése mellett többek között filológiát tanult. 1772-ben be akart lépni a jezsuita rendbe, fiatalkora miatt azonban nem vették föl. Anyai nagybátyja, Kneidinger György tanácsára – aki Budán a kapucinusok kolostorában bölcseleti lektor volt – 1773. július 9-én Móron a kapucinus rendbe lépett novíciusként, és 1774. július 9-én szerzetesi fogadalmat tett.
Nagy mértékben foglalkoztatta a hitért való vértanúság, és a máriabesnyői kolostorban testét sanyargatta. Podmaniczky II. János báróval való ismeretsége, aki közeli, aszódi birtokán élt, lehetővé tette azt, hogy könyvtárát használhassa. Fleury egyháztörténeti munkája és Muratorinak a valódi áhítatosságról írt könyve Fessler gondolatmenetét más útra térítették, és megtörték a szerzetes élet iránt való kitartását. 1775 szeptemberének elején a nagyváradi kolostorba került, ahol skolasztikai bölcseletet tanult, itt a kanonokok és a püspök annyira megkedvelték, hogy sok könyvet ajándékoztak neki. 1776-ban a schwechati kolostorba helyezték át, ahol a magával hozott szabadelvű teológiai munkákat elvették tőle és a kolostor könyvtárának használatától is eltiltották. Emiatt 1777 januárjában írt Bécsbe Eybelhez, az egyházjog tanárához, aki titokban megküldte neki munkáit. A súlyos kolostori büntetések, melyek csekély vétségekért érték, még inkább felzaklatták.
1779. május 29-én miséspappá szentelték föl; ekkorra azonban már eltökélte magában, hogy kilép a rendből, sőt, eddigi vallását is elhagyja. 1781 szeptemberében a bécsi kolostorba küldték, hogy tanulmányait befejezze. Itt történt 1782. február 23-án, hogy zárdafőnöke a zárda földalatti börtönébe küldte, hogy egy szerzetestársának kiszolgáltassa az úrvacsorát. A látvány fellázította őt, és több röpiratot írt, melyeket eljuttatott II. József császárhoz. Ezekben nemcsak a katolikus papság felvilágosult és jobb kiképzését ajánlotta az uralkodónak, hanem a kolostori élet visszaéléseit is élénken ecsetelte. Ennek következménye volt az a szigorú vizsgálat, mely az egész birodalom kolostoraira kiterjedt. Fesslert bevádolták, hogy megszegte szerzetesi fogadalmait, a szegénységet, engedelmességet és szüzességet, és Migazzi bíboros ítélőszéke elé idézték. Nagybátyja, Kneidinger György volt egyik vádlója. A kiállott büntetés után sem fordult dolga jobbra, mígnem 1784. február 6-án Lembergben (ma: Lviv) kinevezték lektorrá és november 11-én a keleti nyelvek és az ószövetségi hermeneutika rendes tanárává. Előbb azonban császári rendelettel elbocsátották a kapucinus szerzetből és teológiai doktori fokot nyert.
Lembergben tudományos munkálkodásnak élt, de itt adták elő 1788. január 26-án első szépirodalmi művét, Sidney című szomorújátékát is, mely II. Jakab angol király zsarnokságát és az angliai katolikusok fanatizmusát tüntette föl. Ez újabb bajba keverte: ellenségei politikai perrel támadták meg, melynek kimenetele elől február 2-án Sziléziába menekült. Itt február 6-án Boroszlóban (ma: Wrocław) Wilhelm Gottlieb Korn könyvkereskedőnél szíves fogadtatásra talált. Innen 1788. július 2-án Wallisfurthba ment Schönaich-Carolath uralkodó herceghez nevelőnek, akinek a figyelmét a Sidney kritikája hívta fel rá. 1791-ben áttért az evangélikus vallásra.
1792. január 25-én házasságot kötött, mely boldogtalan lett; csak 1802-ben sikerült elválnia. 1796-ban nevelői állását is elvesztette, mikor a herceg anyagi okokból elbocsátotta udvari tisztjeit. 1796-tól Berlinben kizárólag az irodalomnak élt és Friedrich Eberhard Rambachhal kiadta a Berliner Archiv der Zeit két utolsó évfolyamát (1799–1800); ezután Johann Gottlieb Rhodéval (1801), és Johann Karl Christian Fischerrel (1802–1803), majd egyedül (1804–1805) az Eunomia című folyóiratot.
Már Lembergben belépett a szabadkőművesek közé, a Phönix nevű páholyhoz tartozott. Carolathban megalapította az Evergeták társulatát, melynek célja a kölcsönös erkölcsi és tudományos kiművelés volt, ezt azonban alaptalan politikai gyanúokokból nemsokára föloszlatták. 1797-ben megalapította a humanitás barátainak egyesületét Berlinben. Mostoha körülmények közt élt, bár Schrötter és Voss miniszterektől ideiglenes állást nyert. Hivatalos foglalkozásán kívül a szabadkőművesség reformálására fordította idejét, de ez a törekvése sok ellenséget szerzett neki, és 1802. szeptember 5-én kénytelen volt minden páholyból kilépni.
Ekkor nagyobb utazást tett Németországban és megismerkedett a tudomány és irodalom korifeusaival; különösen a Herderrel való társalgás volt nagy hatással későbbi eszméire és gondolkodásmódjára. 1802. november 22-én másodszor is megnősült, ezúttal boldog házasságot kötött Wegeli Karolina Máriával, egy berlini gyáros leányával. 1803-ban a Berlin melletti Kleinwallban kis birtokot vett, azonban ideiglenes hivatala megszűnt, drágán vett birtoka a háborús években keveset jövedelmezett és körülményei nyomasztóbbá váltak. Emiatt kénytelen volt birtokát eladni és különböző helyeken élve, barátainak segélyére szorult. 1810-ben az orosz kormány hívta meg a keleti nyelvek és irodalmak tanszékére a szentpétervári Alekszandr Nyevszkij Akadémián, 2600 rubel fizetéssel, amit készséggel elfogadott. Még ebben az évben egyik kartársa bevádolta, hogy Fichte követője, ezért Fessler elbocsátását kérte és eddigi fizetésével kinevezték a törvénykezési bizottmány levelezőjévé, azzal a kikötéssel, hogy maga választhatja meg tartózkodási helyét.
1811 márciusában Volszkba, a Szaratovi kormányzóságba költözött, ahol a Slobin kormánytanácsos által alapított nevelőintézetet igazgatta. Slobin azonban nem sokkal később takarékossági okokból elbocsátotta. Fessler megmaradt törvényszéki levelezőnek. 1813. február 25-én Szaratovba költözött. Itt írta meg Magyarország történetét feldolgozó művét. 1815-ben Sareptába (ma Szarepta-na-Volge) tett utazása alkalmával eltökélte magában, hogy az ottani Herrnhuti testvérgyülekezetbe vonul vissza. Itt nehéz csapások érték: gyermeke meghalt és fizetését a kormány megszüntette. Ismét a Szentíráshoz nyúlt és szigorúan vallásos lett. A szükségben szentpétervári, freibergi, pesti és pozsonyi barátainak segélyadományaiból és az irodalomból élt. 1817. szeptember 1-jén egész, addig visszatartott fizetését megkapta és azt továbbra is biztosították neki. Ugyanebben az évben fiát a cár kegyelméből díjtalanul fölvették a Carszkoje Szeló-i nemes ifjak intézetébe. Miután 1818-ban az orosz cár az evangélikusokat a többi vallásfelekezetűekkel egyenlő jogokban részesítette és felállította az evangélikus birodalmi konzisztóriumot egy-egy világi és egyházi elnökkel, 1820-ban Fesslert evangélikus püspökké és a konzisztórium elnökévé nevezték ki a Szaratovi kormányzóságban. Ennek a konzisztóriumnak a feloszlatása után 1833-ban főszuperintendens és a szentpétervári evangélikus egyház tanácsosa lett. A Magyar Tudományos Akadémia 1831. február 16-án választotta külföldi levelező tagjává.

## Munkái
- Was ist der Kaiser? Verfasst von einem Kapuziner-Mönch. Herausgegeben von Fessler. Wien, 1782. Két füzet.
- Anthologia hebraica e sacris hebraeorum libris depromta adjecta versione latina et annotationibus. Leopoli, 1787.
- Institutiones linguarum orientalium, Hebraicae, Chaldaicae, Syriacae et Arabicae, cum Chrestomathia Arabica J. G. Eichornii. Pars prior. Vratislaviae, 1787. Pars posterior: Institutiones linguae Chaldaicae et Arabicae complectens. Leopoli, 1789.
- Sidney, ein Trauerspiel in fünf Aufzügen. Köln, 1788.
- Marc. Aurel. Breslau, 1790–92. Négy kötet. (2. jav. kiadás 1793. 3. kiad. 1799. 4. jav. kiad. 1801. Breslau, uj jav. kiad. Carlsruhe, 1810. uj jav. kiad. Bécs, 1816.)
- Aristides und Themistocles. Vom Verfasser des Marc. Aurels. Berlin, 1792. Két kötet. (2. átdolg. kiad. Breslau, 1806. 3. kiad. Carlsruhe, 1809. 4. jav. kiadás. Berlin, 1819. Magyarra ford. Vizer János. Pest, 1845–46.)
- Mathias Corvinus, König der Ungarn und Grossherzog von Schlesien. Vom Verfasser des Marc-Aurels. Breslau, 1793–94. Két kötet. (2. kiad. Breslau, 1806. 3. kiad. Carlsruhe, 1809., ezen czímmel is: Gemälde aus den alten Zeiten der Hungarn. 3. 4. Magyarúl: Korvinus Mátyás magyar király. F. után készítette Mihálkovics József. Pest, 1813.)
- Attila, König der Hunnen. Breslau, 1794. (Ism. Allg. Literatur Zeitung 1795. 150. sz. Intelligenzblatt 81. sz. 2. kiad. Augsburg, 1803. 3. kiad. Augsburg, 1806. uj jav. kiad. Carlsruhe, 1809., ezen czímmel is: Gemälde aus den alten Zeiten der Hungarn. l. Magyarúl: Attila, vagy is: a régi magyarok első vezérének dicsőséges viselt dolgai. Ford. egy hazáját szerető magyar. Pest, 1811. Jankovich M. szerint Okolitsáni János ford.)
- Alexander der Eroberer. Berlin, 1797. (ezen címmel is: Forsetzung der in Anacharsis Reise enthaltenen Geschichte von Alt-Griechenland I. 2. kiadás Berlin, 1800.)
- Eleusinien des neunzehnten Jahrhunderts. Oder Resultate vereinigter Denker über Philosophie und Geschichte der Freimaurerei. 2 Bde. Frölich, Berlin 1802/1803.
  - Bd. 1 (1802)
  - Bd. 2 (1803)
- Actenmässige Aufschlüsse über den Bund der Evergeten in Schlesien. Herausgegeben von Fessler. Freyberg, 1804. Online
- Sämmtliche Schriften über die Freimaurerei. Freyberg, 1804. Három kötet. (I. arczk. és kulcscsal. II. Rückblicke über die letzten 6 Jahre seiner Thätigkeit bei der Loge R. Y. z. Fr. in Berlin. Herausgegeben von Fr. Moszdorf. III. Freimaurerische Briefe aus Kleinwall. Herausg. von Fr. Moszdorf.)
- Fesslers Ansichten von Religion und Kirchenthum. Berlin, 1805. (Belső czíme: Briefe aus Kleinwall an F. P. M. und alle Menschen, die guten Willens sind.
- Theresia, oder Mysterien des Lebens und der Liebe. Breslau, 1806. Két kötet. (2. kiadás. Carlsruhe, 1810. Ism. Allg. Lit. Zeitung 1810. I. 297. l.)
- Abälard und Heloisa. Berlin, 1807. Két kötet. (Ism. Allg. Lit. Zeitung 1809. I. 657. l. 2. kiadás. Carlsruhe, 1810.)
- Bonaventura's mystische Nächte. Roman. Berlin, 1807.
- Alonso. Leipzig, 1808. Két kötet. (Ujabb kiadása ezen czím alatt: Alonso oder der Wanderer nach Montserrat. Carlsruhe, 1810. Ism. Allg. Lit. Zeitung 1810. I. 499. l.)
- Der Gross-Hof- und Staats-Epopt Lotario, oder der Hofnarr, Berlin, 1808.
- Die drey grossen Könige der Hungarn aus dem Árpádischen Stamm. Breslau, 1808. (2. kiad. Freyberg, 1808. 3. kiadás. Carlsruhe, 1809., ezen czímmel is: Gemälde aus den alten Zeiten der Hungarn. 2. Magyar fordításban: A három magyar nagy királyok viselt dolgainak rajzolatja. Pest, 1815. Szent István, Szent László és Kálmán király. Online)
- De liturgia christianae ecclesiae. Pedeponti, 1809.
- Der Nachtwächter Benedict. Berlin, 1809. (2. kiad. Carlsruhe, 1809.
- Die alten und die neuen Spanier. Ein Völkerspiegel. Berlin, 1810. Két kötet. (2. kiadás. Carlsruhe, 1814.)
- Meine Flucht aus Deutschland, oder Frauenmacht und Liebe. Vom Verfasser des Bonaventura. Hamburg, 1812. Két kötet.
- Die Geschichte der Ungern und ihrer Landsassen. Leipzig, 1815–25. Tiz kötet. (Uj czím-kiad. Leipzig, 1847–50. és Klein Erneszt, ujabb kutatások alapján 2. kiadásban dolgozta föl; megjelent Lipcsében (1867–83. Öt kötet. Előbeszédet irt hozzá Horváth Mihály. Első részéből a vezérek kora megjelent magyarúl: Pannonia, vagy Pannoniának Augustus római császártól fogva egészen a Geyza magyar herczeg haláláig… szabadon magyarázta Zeykfalvi Zeyk Lajos. Kolozsvár, 1841. c.)
- Die Gesinnung Jesu Christi. Vorgetragen am Palmsonntage… 1816. in dem Betsale der ev. Brüdergemeinde zu Sarepta. St.-Petersburg, 1816.
- Predigt über Matthäi VI. 33. Gehalten in dem Bethause der ev. Brüdergemeinde zu Sarepta. St.-Petersburg, 1816.
- Christliche Reden. Riga, 1822. Két kötet.
- Liturgische Versuche zur Erbauung der Gläubigen, sowohl geistlichen als weltlichen. Riga, 1823.
- Geschichte der Entlassung des gewesenen Pastors in Saratow, Carl Limmer. Aus den Originalakten, und wahrhafte Darstellung seiner Verirrungen. Als Seitenstück zu Limmer's Libell: Meine Verfolgung in Russland. Riga, 1824.
- Dr. Fesslers Rückblicke auf seine siebzigjährige Pilgerschaft. Ein Nachlass an seine Freunde und an seine Feinde. Breslau, 1824. (2. kiadás, kiadta és előszóval ellátta Bülau Fr. Lipcse, 1851. Magyarul Vizer Jánostól Bölcskén 1854-ben)
- Dr. Fesslers Resultate seines Denkens und Erfahrens als Anhang zu seinen Rückblicken auf seine 70 jährige Pilgerschaft. Breslau, 1826. arczk.
- Fessler's sämmtliche Werke. Wien, 1809–16. 22 kötetben, csonkított, hibás és jogtalan utánnyomat.

### Kiadta
L. A. Senecae philosophi Opera omnia. Ad fidem LXIII librorum veterum, tum manuscriptorum, tum impressorum recensuerunt et cum adnotationibus. Vratislaviae, 1795. 3 kötet. (J. C. Chr. Fischerrel együtt)

### Kéziratai
Geschichte des Freimaurer-Ordens von den ältesten Zeiten bis zum Jahre 1802. Négy ivrét kötetben: másolatokat Gerlach könyvárus Freibergben a szabadkőműves páholyok számára árult.
Arcképei rézmetszetben: Pausenwein rajza s Bolt J. F. metszette 1792-ben; ifj. Rosmäsler F.-től 1820. Zwickauban; két kis medaillonkép a rajzoló s nyomt. hely megnevezése nélkül; Vaszilijef festése után Ázsiában, rajzolta s metszette Rosmäsler Drezdában; Geibel Károlytól Lipcsében: olajfestésű arcképe a Magyar Tudományos Akadémia képes termében van.